# Canal del Norte (San Juan)
El Canal del Norte es un canal de riego artificial, ubicado en el Valle del Tulúm, en la provincia de San Juan, Argentina.
El mismo tiene el objetivo de conducir agua, que es derivada del río San Juan, a los departamentos de Albardón, Angaco, San Martín, Caucete y 25 de Mayo, con el propósito de fomentar el desarrollo de la agricultura, ya que la región presenta una importante escasez de precipitaciones. 
El Canal del Norte, en cuyo recorrido a lo largo de más de 50 km, abastece de agua al 35% de la superficie con derecho a riego en la mencionada provincia, regando más de 39.000 ha cultivadas en un entorno potencial de 56.000 ha con derechos de riego nominales y 2000 explotaciones de 5 municipios que producen uva para la elaboración vino, pasas, mosto y consumo en fresco;olivo con destino a conserva y aceite, y cultivos hortícolas varios.
En el 2007 se iniciaron obras de ampliación del Canal del Norte y también el 25 de Mayo, cuya capacidad de riego llegará a 12 mil hectáreas más e incorporará más de 4 mil actualmente no productivas. 

## Fuente consultada
"En enero culminaría el arreglo de la principal obra de riego": Diario de Cuyo - 12 de diciembre de 2009
- Datos: Q5746917